# Nube della Corona Australe
La Nube della Corona Australe è una nube molecolare prevalentemente non illuminata situata nella parte nordorientale della costellazione della Corona Australe.
Si tratta di una delle regioni di formazione stellare più vicine al sistema solare, con una distanza di appena 130-150 parsec (420-490 anni luce); benché si tratti di una nube non particolarmente grande e massiccia, al suo interno sono attivi processi originanti prevalentemente stelle di massa medio-grande, come è testimoniato dall'abbondante presenza di stelle Ae/Be di Herbig.
Nella nube è situato un massiccio ammasso aperto costituito da alcune sorgenti di radiazione infrarossa, noto come Ammasso Coronet; alcune delle sue componenti sono individuabili anche ai raggi X e presentano delle peculiarità che le rendono oggetto di studio per più gruppi di ricerca.

## Osservazione

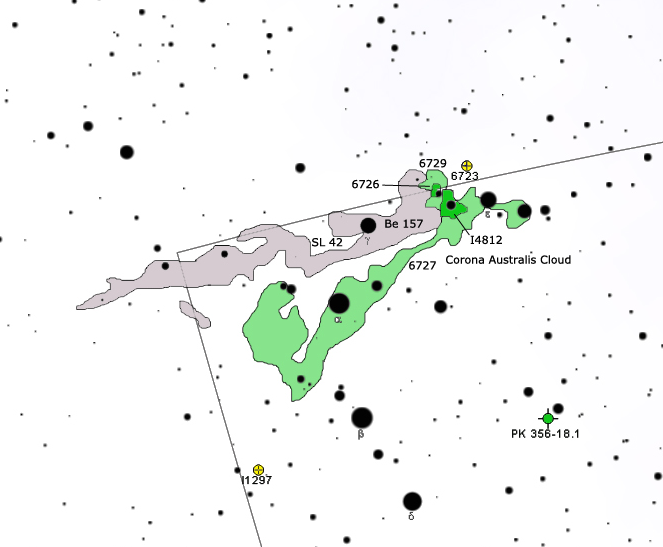
Mappa della Nube della Corona Australe.

L'esatta posizione della Nube della Corona Australe si individua con molta facilità, essendo situata nei pressi delle stelle α e β Coronae Australis, le due stelle più appariscenti della costellazione; sebbene la nube sia prevalentemente non illuminata, alcune parti sono visibili come piccole nebulose a riflessione molto ravvicinate fra loro e circondanti alcune stelle di sesta e settima magnitudine. Fra le stelle situate fisicamente nella nube vi è anche R Coronae Australis, una stella variabile irregolare che oscilla fra la decima e la tredicesima magnitudine. Attraverso un telescopio da 150-200mm di apertura è possibile scorgere alcuni dettagli delle nubi a riflessione, mentre le foto a lunga esposizione possono rivelare anche alcuni dei principali filamenti oscuri, che si dirigono in direzione est rispetto alle nubi illuminate. Sul bordo nordoccidentale della nube appare l'ammasso globulare NGC 6723, chiaramente ben distinto dalla nube in quanto si trova molto più lontano.
La sua posizione moderatamente australe fa sì che dalle regioni dell'emisfero boreale terrestre non sia osservabile con facilità; dalle medie latitudini appare piuttosto bassa sull'orizzonte meridionale e solo per poche ore, mentre a nord del 50º parallelo nord non può essere osservata. Dall'emisfero australe, di contro, la sua osservazione è possibile per quasi tutte le notti dell'anno. Il periodo più propizio per la sua individuazione nel cielo serale è compreso fra i mesi di giugno e novembre.

## Caratteristiche

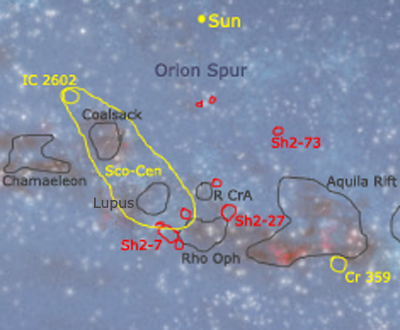
La regione galattica attorno alla Nube della Corona Australe.

La Nube della Corona Australe è un sistema nebuloso molto denso situato ad una elevata latitudine galattica; con la sua distanza di appena 130 parsec (424 anni luce), si tratta di una delle nebulose più vicine in assoluto al sistema solare, e ricade sul bordo interno del Braccio di Orione. Sebbene si trovi ad una latitudine galattica differente, la sua posizione non è lontana da quella di altre grandi regioni nebulose visibili in direzione del bulge galattico, come la Nube del Lupo e la Nube di Rho Ophiuchi, entrambe connesse fisicamente all'Associazione Scorpius-Centaurus; nonostante ciò, secondo diversi autori la Nube della Corona Australe non appartiene né alla Cintura di Gould né all'Anello Lindblad, ma costituisce parte di una grande struttura anulare composta da idrogeno neutro (HI) chiamata Bolla Loop I. Le nubi illuminate più luminose possiedono delle sigle assegnate dal New General Catalogue, come NGC 6727 e NGC 6729.
L'origine della Nube della Corona Australe è oggetto di dibattito: secondo alcuni studi in cui viene analizzato con modelli tridimensionali il moto delle giovani stelle associate alla nube, si tratterebbe di una nube ad alta velocità che nell'impatto col mezzo interstellare del piano galattico ha subito una compressione e una distorsione, collassando in più punti e dando origine a fenomeni di formazione stellare; secondo altre ipotesi che considerano la velocità radiale della nube, la formazione stellare sarebbe stata causata dall'espansione della superbolla generata dall'Associazione Scorpius-Centaurus.

## Fenomeni di formazione stellare

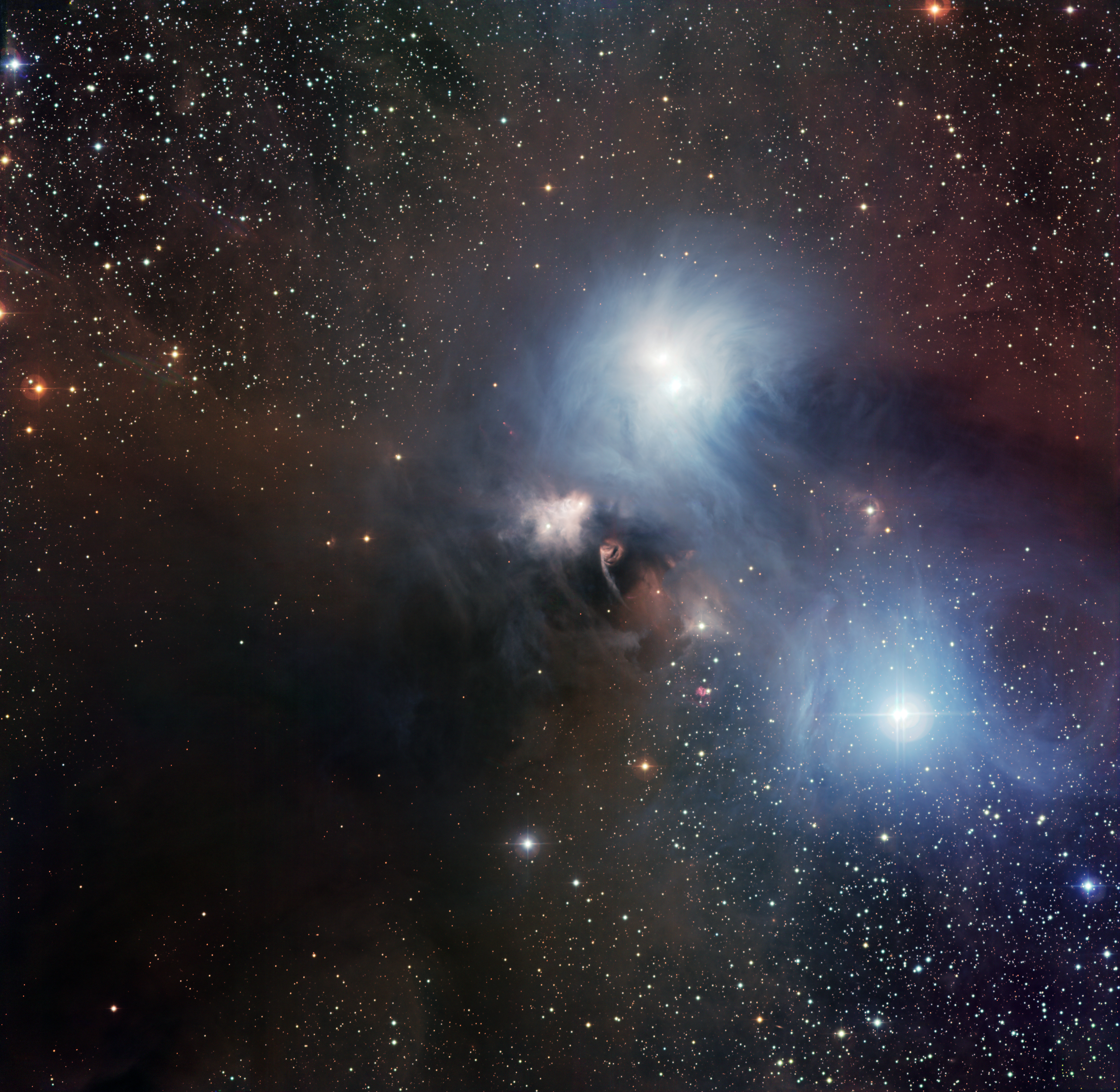
Il nucleo della Nube della Corona Australe; l'addensamento luminoso al centro dell'immagine è l'Ammasso Coronet.

I processi di formazione stellare attivi nella Nube della Corona Australe sono ben testimoniati sia dalla presenza di un gran numero di oggetti stellari giovani, sia dall'individuazione di alcuni oggetti HH. L'oggetto più notevole situato all'interno della nube è l'Ammasso Coronet, ben noto presso gli astronomi in quanto contiene un gruppo molto ricco e compatto di protostelle nelle fasi iniziali della loro evoluzione profondamente immerse nei gas della nube; si tratta in prevalenza di stelle di Classe I, alcune delle quali individuabili anche ai raggi X, fra le quali spiccano IRS 1, IRS 2, IRS 5, IRS 6, IRS 7, IRS 9 e la ben nota R Coronae Australis. Altre componenti dell'ammasso, studiate ai raggi X, hanno rivelato diversi indizi di variabilità.
Fra questi oggetti stellari giovani, IRS5 5 presenta alcune peculiarità; si tratta della prima protostella di Classe I scoperta che mostra un'emissione radio non termica polarizzata circolarmente, il che la rende in effetti differente dalle altre protostelle di Classe I, non polarizzate. Un altro oggetto con particolarità è IRS 7; esso sembra essere costituito da alcune componenti, sebbene non cia chiaro se si tratti di un sistema protostellare multiplo o se le varie componenti si osservino ravvicinate solo per un effetto prospettico. Le due componenti maggiori sono indicate come IRS 7A e IRS 7B. Quest'ultima in particolare è stata oggetto di studio nel corso del 2005 in quanto da essa si è generato un potente brillamento a raggi X; le sue caratteristiche inducono a pensare che si tratti di un oggetto estremamente giovane, probabilmente una protostella di Classe 0, ossia nella fase iniziale della sua formazione. Secondo alcuni studi, IRS 7A e IRS 7B formerebbero un sistema binario molto largo circondato da una nube molecolare rotante a forma di toro.
La massima parte delle sorgenti di radiazione infrarossa individuate nella nube si concentrano nella regione più densa, nei pressi dell'Ammasso Coronet; esse coincidono con giovani protostelle immerse nei gas, gran parte delle quali di Classe I. Alcune di queste protostelle sono associate ad oggetti HH, fra i quali HH 82, HH 96-101 e HH 104; in particolare, HH 99 mostra alcune particolarità: la direzione del getto sembra suggerire che la sua fonte energizzante possa essere sia la stella R Coronae Australis, sia IRS 9, legata al Coronet; tuttavia, dal momento che R Coronae Australis difficilmente potrebbe essere legata a quest'oggetto a causa delle dinamiche di quest'ultimo, la sorgente di energia più verosimile resterebbe IRS 9. Altri oggetti HH minori legati sicuramente agli oggetti contenuti nel Coronet sono HH 735, probabilmente energizzata da IRS 4, e HH 863, situata nei pressi della stella VV Coronae Australis.

## Componenti stellari

Dettaglio della regione attorno a R Coronae Australis; è visibile il getto HH 104.

Le stelle legate alla Nube della Corona Australe presentano un'ampia gamma di valori di massa, variando dalle componenti di massa medio-grande fino a quelle di piccola massa; negli oggetti stellari giovani, le stelle di massa medio-grande si presentano come stelle Ae/Be di Herbig, che nella Nube della Corona Australe sono relativamente abbondanti, mentre le stelle di massa medio-piccola sono in prevalenza stelle T Tauri. Quest'ultimo tipo di stelle, tuttavia, in questa nube sono in proporzione poco comuni, pertanto è lecito affermare che nella Nube della Corona Australe i processi di formazione stellare hanno generato soprattutto stelle di massa medio-grande.
Le componenti massicce meglio conosciute sono le due stelle variabili R Coronae Australis e T Coronae Australis, rispettivamente di classe spettrale A5e e F0e; entrambe giacciono nei pressi della brillante nebulosa a riflessione NGC 6729. A queste si aggiunge TY Coronae Australis, una stella multipla in cui la primaria è una variabile a eclisse spettroscopica che presenta linee spettrali doppie; questa caratteristica consente di determinare la massa di entrambe le componenti del sistema direttamente dalla Terza legge di Keplero. La componente secondaria di TY Coronae Australis si è rivelata essere una stella T Tauri ed è stata la prima la cui massa è stata determinata; secondo i modelli più accurati, questa stella avrebbe una massa pari a 1,64±0,01 M⊙, mentre la componente primaria avrebbe una massa di 3,16±0,02 M⊙. Il sistema presenta un eccesso di radiazione infrarossa, che è stato interpretato come un segno della presenza di un massiccio disco di accrescimento. Segni di accrescimento sono stati individuati anche nella vicina stella HD 176386, un'altra stella Ae/Be di Herbig; questa, assieme alla vicina TY Coronae Australis, sono le principali responsabili dell'illuminazione della nebulosa a riflessione NGC 6726/7. La forte ed estesa emissione individuabile alla lunghezza d'onda di 3,3 µm secondo alcuni studi può essere dovuta alla presenza di idrocarburi policiclici aromatici.
Studi sulla multiplicità delle componenti stellari della Nube della Corona Australe hanno evidenziato come, fra le sette stelle Ae/Be di Herbig note, sei siano in realtà sistemi binari o multipli; oltre alla quadrupla TY Coronae Australis, vi è la stella tripla HR 7170 e le stelle binarie R Coronae Australis, T Coronae Australis, HR 7169 e HD 176386. HR 7169 e HR 7170 potrebbero addirittura far parte di un unico sistema stellare a cinque componenti. Fra le 43 stelle T Tauri scoperte, invece, 21 sono binarie, mentre nessuna risulta essere tripla o quadrupla o di ordine superiore. Con una percentuale di circa 46% di stelle doppie o multiple, si può affermare che, in linea di massima, le componenti stellari della Nube della Corona Australe presentano un elevato tasso di multiplicità. Fra le componenti di massa substellare, sono note 11 candidate nane brune, identificate a partire dal 1997.

### Testi generali
- (EN) Stephen James O'Meara, Deep Sky Companions: Hidden Treasures, Cambridge University Press, 2007, ISBN 0-521-83704-9.
- (EN) Robert Burnham, Jr., Burnham's Celestial Handbook: Volume Two, New York, Dover Publications, Inc., 1978.
- (EN) Thomas T. Arny, Explorations: An Introduction to Astronomy, 3 updatedª ed., Boston, McGraw-Hill, 2007, ISBN 0-07-321369-1.
- AA.VV., L'Universo - Grande enciclopedia dell'astronomia, Novara, De Agostini, 2002.
- J. Gribbin, Enciclopedia di astronomia e cosmologia, Milano, Garzanti, 2005, ISBN 88-11-50517-8.
- W. Owen et al., Atlante illustrato dell'Universo, Milano, Il Viaggiatore, 2006, ISBN 88-365-3679-4.

### Testi specifici

#### Sull'evoluzione stellare
- (EN) C.J. Lada e N. D. Kylafits, The Origin of Stars and Planetary Systems, Kluwer Academic Publishers, 1999, ISBN 0-7923-5909-7.
- A. De Blasi, Le stelle: nascita, evoluzione e morte, Bologna, CLUEB, 2002, ISBN 88-491-1832-5.
- C. Abbondi, Universo in evoluzione dalla nascita alla morte delle stelle, Sandit, 2007, ISBN 88-89150-32-7.

#### Sulla Nube della Corona Australe
- R. Neuhäuser e J. Forbrich, The Corona Australis Star Forming Region, in Handbook of Star Forming Regions, Volume II: The Southern Sky ASP Monograph Publications, vol. 5, dicembre 2008.

### Carte celesti
- Toshimi Taki, Taki's 8.5 Magnitude Star Atlas, su geocities.jp, 2005. URL consultato il 7 novembre 2010 (archiviato dall'url originale il 5 novembre 2018). - Atlante celeste liberamente scaricabile in formato PDF.
- (EN) Wil Tirion, Barry Rappaport e George Lovi, Uranometria 2000.0 - Volume II - The Southern Hemisphere to +6°, Richmond, Virginia, USA, Willmann-Bell, inc., 1987, ISBN 0-943396-15-8.
- (EN) Wil Tirion e Roger W. Sinnott, Sky Atlas 2000.0 - Second Edition, Cambridge, USA, Cambridge University Press, 1998, ISBN 0-933346-90-5.
- (EN) Wil Tirion, The Cambridge Star Atlas 2000.0, 3ª ed., Cambridge, USA, Cambridge University Press, 2001, ISBN 0-521-80084-6.